# ドーラビーラ
座標: 北緯23度52分 東経70度13分 / 北緯23.867度 東経70.217度
ドーラビーラ（Dholavira）は、インド、グジャラート州に所在するインダス文明の大都市遺跡のひとつであり、ハラッパーやモヘンジョ・ダロと同様の注目度がある。地元ではKotada Timba Prachin Mahanagar Dholavira（コターダ・ティムバ・プラーシン・マハーナガル・ドーラビーラ）と呼ばれている。北緯23度52分東経70度13分のカッチ湿原のなかにあるカディール島（Khadir）に立地し、雨季になると南北の川に水が流れ、周囲を水に囲まれるようになる。ドーラビーラの居住がはじまったのは、紀元前2900年頃からで、紀元前2100年ごろから徐々に衰退に向かっていく。そして短期間の放棄と再居住がおこなわれ、最終的に放棄されるのは、紀元前1450年ごろである。2021年に世界遺産に登録された（ID1645）。
ドーラビーラは1967年に発見された。インド亜大陸で5番目に大きなインダス文明遺跡と目されている。1989年以降、インド考古局の R・S・ビシュト（R. S. Bisht）の指揮によって発掘調査がおこなわれている。発掘調査によって、ドーラビーラの複雑で精緻な都市計画と建造物を日の目にさらすことになった。
ドーラビーラは、同じく港湾都市であったロータルよりも古かったと考えられ、その居住の範囲は100ヘクタールを超える壮大なものである。ハラッパーやモヘンジョ・ダロに比類した「城塞」と「市街地」で構成された構造をもち、外壁で囲まれた範囲は東西方向770～780m、南北620～630mに達する。外壁の外側にも街を支える人々の居住地が広がっている。

## 「城塞」と貯水槽
「城塞」は、都市の南西部に位置し、一辺140m、高さ15m、幅10mの壁に囲まれて聳え立つような威圧感を示す。東西南北にそれぞれ「城門」をもち、西側には外郭ともいうべき施設があり、北側には儀礼を行ったと考えられる350m×80mの広場のような長方形の施設がある。城塞の南西隅には、直径4mの巨大な井戸があって、城塞の中央を東西方向に横切る「通り」の南に面した2ヶ所の半地下式の「沐浴場」に水路でつながっている。
「城塞」の城壁は、内部に向かって傾斜していて、少なくとも北門の近くと東門の近くには雨受けが設けられ、東門近くの雨受けには、滑り台のような石板が備えられて、雨水を集水溝に流し、集水溝に集められた水は「城塞」の地下にある水路を通って城塞の西側にある外郭の特別な貯水槽に集められる仕組みになっていた。「城塞」は神聖な空間と考えられていることから、そこに降る雨は特別な意味をもたされていたのかもしれない。また外郭には紅玉髄などをビーズに加工する「官営」とも推定される工房が設けられていた。
「城塞」の東門を出ると、階段が設けられた幅25m以上、岩盤までくりぬいて深さ7mに達する貯水槽がある。また「城塞」の南方向にも幅35m以上、横26m、深さ7mの貯水槽が発見されており、両者はべつものなのかつながるのかは今後の調査を待ちたい。
ドーラビーラの周辺は降水量が少なく雨季に集中的に降る雨水で増水した南北の川をたくみにせき止めて、標高の高い貯水槽から低い貯水槽へ水がたまるように外壁のすぐ内側、西側、北側、南側に幅数十メートルの貯水槽が設けられていた。

## 建物の建材
ドーラビーラの建造物は、この「街」の周辺で採掘される石灰岩を、モヘンジョダロの煉瓦と似たような大きさに切り出した直方体の石を積み上げて立てられている。石を積み上げている建物の構造や、この地域で採取される石灰岩が水をよく浸透させ、土へしみこませることから街自体に乾燥と暑さをしのぐ構造をもたせていたのかもしれない。一方で、発掘調査をおこなっているビシュト博士は、石灰岩に見られるピンク色の文様から街全体がピンク色に見えたかもしれないと考えている。

## 北門脇から発見された「看板」の文字

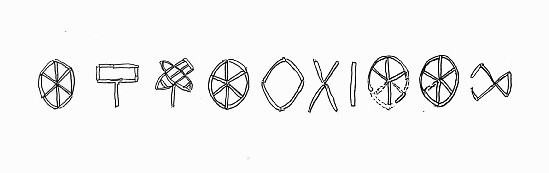
ドーラビーラの北門に掲げられた「看板」に記されたと考えられるインダス文字

ドーラビーラで特筆すべき重要な発見は、「城塞」の北の城門を下った左脇の部屋の地中から10文字分と思われる インダス文字が発見されたことである。文字は、縦30cmを測り、材質は石灰の一種を用いたと思われ、土の中におかれただけのようなデリケートな状態で発見された。そのため、インド考古局の発掘調査団ではビニールシートと土を交互に重ねて文字自体に圧力がかからないように丁寧に埋めて保存している。この文字の性格については、地面に木板の痕跡がのこっていることから北門に掲げられた「看板」の文字ではないかと考えられている。つまり看板本体は落下した後腐ってなくなったが文字だけは残ったのである。10文字でよく目立つのは、楕円を六等分したような車輪のような4文字である。インダス文字研究の権威として知られるヘルシンキ大学のアスコ・パルボラ博士は、この文字は太陽を意味していて権力を象徴している可能性が高いとする。この「看板」に書かれた文字は、王族一家の名称か神聖なる神の名前か都市自体の名前ではないかと考えられている。　

## 主な出土遺物など
遺物は、インダス式印章やハラッパー式の土器はもちろん、動物骨、粗製の赤色土器や二彩土器などの在地系の土器が出土する一方、紅玉髄製などのビーズ、金製品や銀製品、テラコッタやメソポタミアとのつながりをうかがわせる土器などをはじめとする膨大な量の出土をみた。これらの成果から考古学者たちは、ドーラビーラは、グジャラート地方で採取される良質の紅玉髄を加工、輸出するとともに、その流通を統御する役割をもったインダス文明と西アジアにおいて重要な交易センターのひとつであると考えている。

## 世界遺産

### 登録基準
この世界遺産は世界遺産登録基準のうち、以下の条件を満たし、登録された（以下の基準は世界遺産センター公表の登録基準からの翻訳、引用である）。
- (3) 現存するまたは消滅した文化的伝統または文明の、唯一のまたは少なくとも稀な証拠。
- (4) 人類の歴史上重要な時代を例証する建築様式、建築物群、技術の集積または景観の優れた例。